# Malifaux
A Malifaux a Wyrd cég első befutott terepasztalos stratégiai játéka. A romvárosokat, és egyéb háborús helyszíneket modellező játékasztalon mesterek, és csatlósaik harcolnak egy lélekkőnek nevezett ásványért. Ez a kő csak Malifaux világán található meg, amelyre egy portál nyílik a valóságból. Birtokosait mágikus képességekkel ruházza fel, így igen keresett árucikk a kapu mindkét oldalán.
A világ steampunk, viktoriánus, western és horror stílusok keveredéséből jött létre. A játék a Gen Conon jelent meg 2009-ben. Különlegessége abban rejlik, hogy dobókockák helyett kártyát használ a véletlenek szimulálására. Egy pakli kártya (ez az úgynevezett "sorspakli") a Francia kártyával megegyező színeket és lapokat tartalmaz, így akár azzal is helyettesíthető. Egy mérkőzés során a véletlenszerűen húzott lapok értéke a kézben tartott többi kártyával becsalható.
Malifaux világán hét (a későbbiekben, a 3. kiadásban bevetendő Felfedetők Társaságával nyolc) csoport tevékenykedik, a mesterek és csatlósaik mind egy - egy (esetenként kettő ld.-> két frakciós mesterek) csoport érdekeit képviselik a csatákban.

## Frakciók

### The Guild
- Ők képviselik a rendfenntartó erőket Malifaux világán. Befolyásuk mindenhová elér, sakkban tartják az embereket, jó pénzt keresve a lélekkövek exportjából. "Ők a törvény." Ami természetesen rájuk nem vonatkozik. Sok köztük a képmutató, rendszeres a tüzet tűzzel mentalitás. Specialisták vannak köztük, akik egy-egy ellenséges csoporttal szemben kiépített csapatként tevékenykednek. Vadásznak a lázadó varázshasználókra, a nekromantákra, a város sötét részeit lakó szörnyekre és minden egyéb rendbontóra, törvényen kívülire.

### The Arcanists
- A helyi maffia. Az átlag munkások rajonganak értük, mivel az ő szemükben az arkanisták Robin Hoodot képviselik. A felszín alatt azonban csempészéssel foglalkoznak főleg, emiatt a Guild vadászik rájuk. Mestereik képzett mágiahasználók. A felszínen a szabad varázshasználatért küzdő mágusok szövetsége, de minden mesternek megvan a saját motivációja, miért hajlandóak az együttműködésre. Legnépesebb hivatalos csoportjuk a Bányászok és Gőzmérnökök Egyesülete (Miners and Steamfitters Union, M&SU), ami egy munkás érdekvédelmi szakszervezet.

### The Resurrectionists
- Nekromanciával és más tiltott tanokkal foglalkozó csoport, soraik között Frankeinstein-szerű kreatúrák, élőhalott kutyák, és más feltámasztott borzalmak találhatóak. Háttérben a Temetőszellem hatalma húzódik meg, többnyire tőle kapják az erőt és a motivációt. Vannak, akiknek nagyvonalúbb terveik vannak, míg mások l'art pour l'art támasztanak fel halottakat, esetleg az elhunytak védelmezőinek szerepében tetszelegnek. Többnyire zavart, esetenként bosszúra szomjazó mestereik széles palettán vonultatják fel a holtak felélesztésének módszereit.

### The Neverborn
- Malifaux őslakosai, a megelevenedett rémálmok. Céljuk minden idegen kisöprése a világról. Az emberek ősi félelmeiként mutatkoznak, akár népes falvakat is képesek a földdel egyenlővé tenni egyetlen éjszaka alatt. Vannak, akik fizikai erejüket, mások kifejezetten az emberi lélek és elme gyengeségeit kihasználva tevékenykednek. Sokan közülük alakváltó képességgel rendelkeznek, többségük helyi démon, de akadnak köztük elvadult, a mi világunkról származó állatok, de még torz gyerekjátékok és marionett figurák is.

### The Outcasts
- A kitagadottak, akik egyik csoportosulásba sem illenek bele. Főként jó pénzért felbérelhető zsoldosok, banditák, kalandorok alkotják, de találunk köztük élőholtakat, szörnyetegeket, és minden egyéb törvényen és természeten kívülit. Hivatásos kardforgatók, képzett zsoldos csapatok, meggyötört lelkek, de még az enyészet és az üresség, ember által felfoghatatlan lényei is előfordulnak soraik között.

### The Bayou (korábban Gremlins)
- Az első kiadásban még az Outcast csoportját erősítették, többnyire gremlinek, disznók és egyéb mocsárlakók laza szövetsége. Malifaux világának őslakói, akik az emberek megérkezéséig egymás vadászásával töltötték életüket, azóta viszont a gremlinek sok dolgot eltanultak tőlük, így az állattartást, a ruha viselést, és nem utolsósorban az alkoholkészítést és -fogyasztást. Mindenkit másolni igyekeznek, teszik ezt több-kevesebb sikerrel. Nagy szerencsefaktorral dolgoznak, rendszeresen tesznek magukban is kárt a nagy igyekezet közepette.

### Ten Thunders
- Little Kingdom, Malifaux városának egy része, a Katanaka klán által vezetett, a mi világunk Három Királyságának (Three Kingdoms) helyi kirendeltsége. Itt  található a Ten Thunders nevű jakuza. A második kiadás idejében még mind a hat további frakciót beépített ügynökeikkel figyelték (náluk volt a legtöbb kettős ügynök). Jelenleg, a harmadik kiadásban viszont már több mesterük otthagyta "másodállását", hogy saját belső ügyeikkel foglalkozhassanak. Haderejüket szamurájok, nindzsák, kurtizánok, informátorok, valamint keleti démonok és mitikus lények gyarapítják

### The Explorers Society
- A harmadik kiadás még be nem vezetett új frakciója. Céljaik közt a kalandozás, Malifaux világának mélyreható felfedezése, kincsek és egzotikus vadállatok begyűjtése, tanulmányozása is megtalálható, de valódi motivációik még nem ismertek. Két mester, a Guild egyik legújabb, illetve egy onnan távozott vezető már biztosan benne lesz a listában, a további hat még teljesen ismeretlen.